# Château de Sainte-Anne
Pour les articles homonymes, voir Château de Sainte-Anne (homonymie).
Le château de Sainte-Anne est un château fort du Moyen Âge dont les vestiges se dressent sur la commune de Sainte-Anne (Doubs), dans le département du Doubs et la région Bourgogne-Franche-Comté. Aujourd'hui en ruines, ce château était, avec la citadelle de Besançon et le château de Joux, l'une des principales places fortes comtoises jusqu'à la conquête française.

## Situation
Le château s'élevait sur un promontoire rocheux, renflé à son extrémité, qui domine de plus de 300 m, au nord, la vallée de l'Arcange et le village de Nans-sous-Sainte-Anne, à l'est, la vallée du Lison et au sud, la vallée du ruisseau de Châteaurenaud et l'abbaye de Migette. Ainsi protégé par les parois calcaires abruptes sur trois côtés, seul son côté ouest, plus étroit, était équipé d'un système de défense comprenant un fossé transversal taillé dans le roc suivi d'un rempart constitué d’une grosse tour carrée reliée par des courtines à deux autres tours bâties sur les extrémités du roc. Pour accéder à l’enceinte du château, il fallait franchir un pont soutenu par des piliers en pierre. L'avant de ce pont était précédé d'une grosse barbacane établie en pointe de disque, orientée du côté de l'attaque. En plus des nombreuses citernes disséminées çà et là, sur tout l'éperon, une source qui ne se tarissait jamais sourdait d'une eau vive et fraîche, au sommet du promontoire. La poterne du Coulou offrait une issue de secours, au pied de l'éperon, en cas de siège.

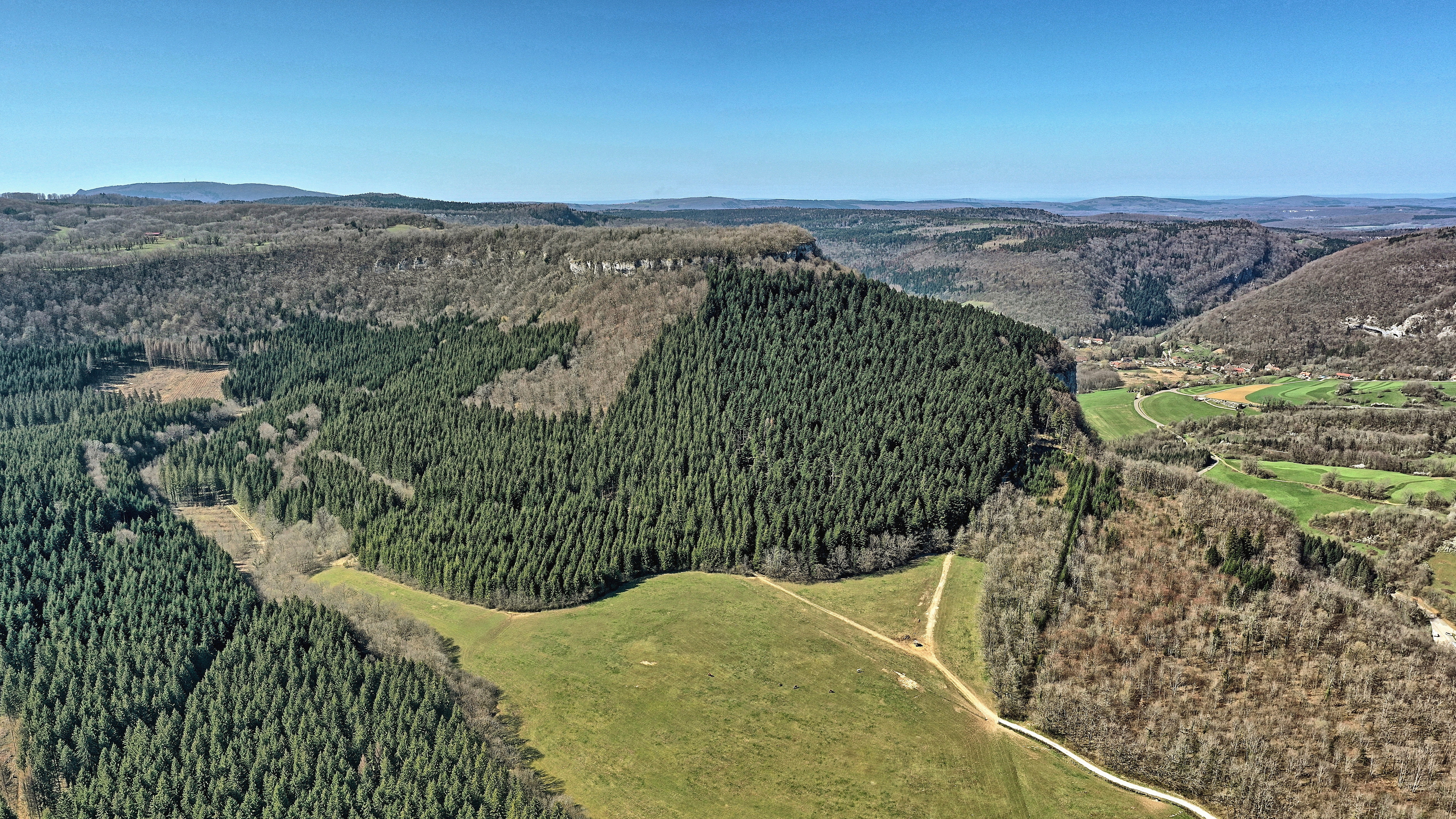
Le promontoire du vieux château en 2021.

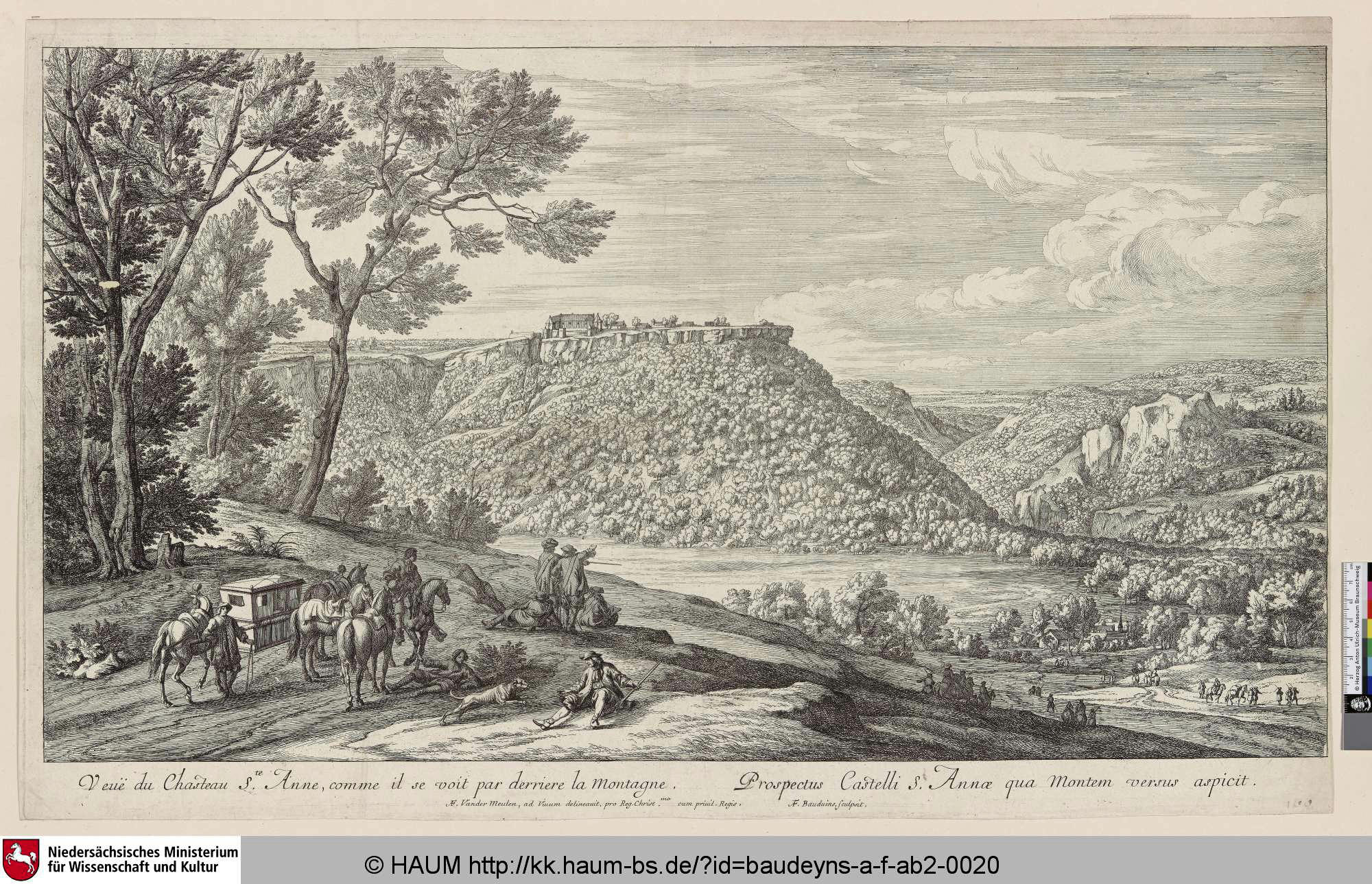
Estampe représentant le château sur son promontoire.

## Historique
C’est en 1235 que Hugues de Rans reprend en fief les possessions de Buillon sur la commune de Sainte-Anne et fait construire le premier château sur le promontoire, vraisemblablement une petite maison-forte protégée par une palissade de pieux en bois.
Quelques décennies plus tard, la famille de Rans, fortement endettée auprès du seigneur de Chalon, cède tous ses droits à Jean Ier de Chalon qui veut renforcer la sécurité de la route du sel. 
Il fait alors construire sur le roc de Sainte-Anne les bases de défenses d'un château qui devient ainsi quasiment imprenable !
Le bourg castral ainsi que l'église avaient été édifiés derrière le château et étaient séparés de ce dernier par un fossé taillé dans le roc vif. Son affranchissement est daté du 5 mars 1340. Il est stipulé dans cet acte qu'il est le même que celui donné par Jean l'Antique, en 1267, au bourg castral de Montmahoux.
Cette place forte fut assiégée et prise par les troupes de Louis XI vers 1479 dont la garnison, laissée sur place, jouera un rôle à la bataille de Dournon en 1493. 
En 1552, Gilbert Cousin en fait la description suivante: "Le château est comme une vraie place forte, célèbre entre tous, très puissant par sa position et bien fortifié. Il est assis sur une montagne rocheuse qui s'élève à une très grande hauteur et qu'on ne peut point aborder, entourée qu'elle est par des vallées dont l' œil chercherait en vain à atteindre la profondeur. Ces vallées sont étroites et inextricables et dans une d'elles est bâti un couvent de Filles de Sainte-Claire appelé le couvent de Migette." (Description de la Franche Comté )
Inquiétée en 1595 lors de la guerre franco-espagnole, par l'armée d'Henri IV, elle est assiégée encore à trois reprises au XVIIe siècle :

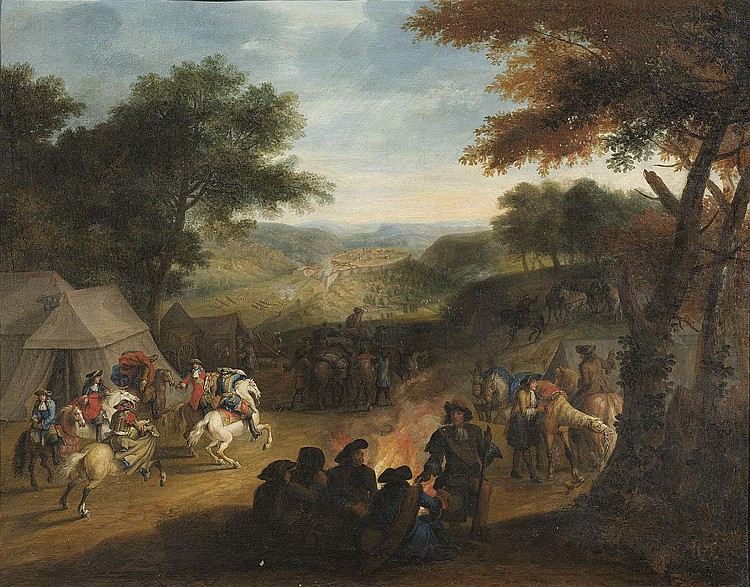
Siège du château de Sainte-Anne en 1674.

- Pendant la guerre de Dix Ans : Bernard de Saxe-Weimar et ses suédois vint en 1639, à la tête de quelques troupes reconnaître le château mais désespérant de s’en emparer de vive force, il employa diverses ruses pour le surprendre mais sans succès. Il était alors défendu par Jean Girardot de Nozeroy[5].
- Lors de la guerre éclair de 1668 : La première conquête de la Franche-Comté par Louis XIV fut réalisée en quinze jours de campagne. Le château de Sainte-Anne fut assiégé parle duc de Luxembourg[6] depuis le 6 février et ne capitula qu’au bout de 14 jours, le 20 février, et sur l’ordre formel du gouverneur: Philippe de la Baume-Saint-Amour. Il était commandé par Ferdinand de Visemal de Fallerans[7].
- Pendant la seconde conquête de la province par Louis XIV :  Jacques Henri de Durfort se présenta le 7 juillet 1674 devant le château de Sainte-Anne commandé par Claude Baland, gendre du fameux Lacuzon, mais il n’avait sous ses ordres que 63 hommes dont la majorité était des paysans des environs. Il dut évacuer la place le 10 juillet ayant épuisé sa provision de poudre. Elle fut la toute dernière place forte comtoise à tomber et sa prise achève la conquête française de la Franche-Comté[8]. Le château fut totalement démantelé sur ordre de Louis XIV, en 1676.

## Description
Maigres en sont les ruines aujourd'hui, on peut tout de même distinguer le large et profond fossé taillé dans le roc qui protégeait l'accès au château ainsi qu'à l'ancien village de Sainte-Anne. Un œil avisé distingue très nettement de nombreuses encoches creusées dans le roc vif du fossé du côté de Nans. 
Celles-ci pourraient trahir la présence d'une structure en bois. 
À noter, surtout, le mur cyclopéen constitué par de superbes et énormes pierres à bossages. Celui-ci suivait tout le pourtour du rocher depuis le fossé.
Une importante poterne, la porte du Coulou, protégée par les restes d'une bouche à feu, permettait de sortir de la place forte, au pied des rochers du côté de Migette, et d'accéder en cas de siège à la source établie à ses pieds.

## Galerie

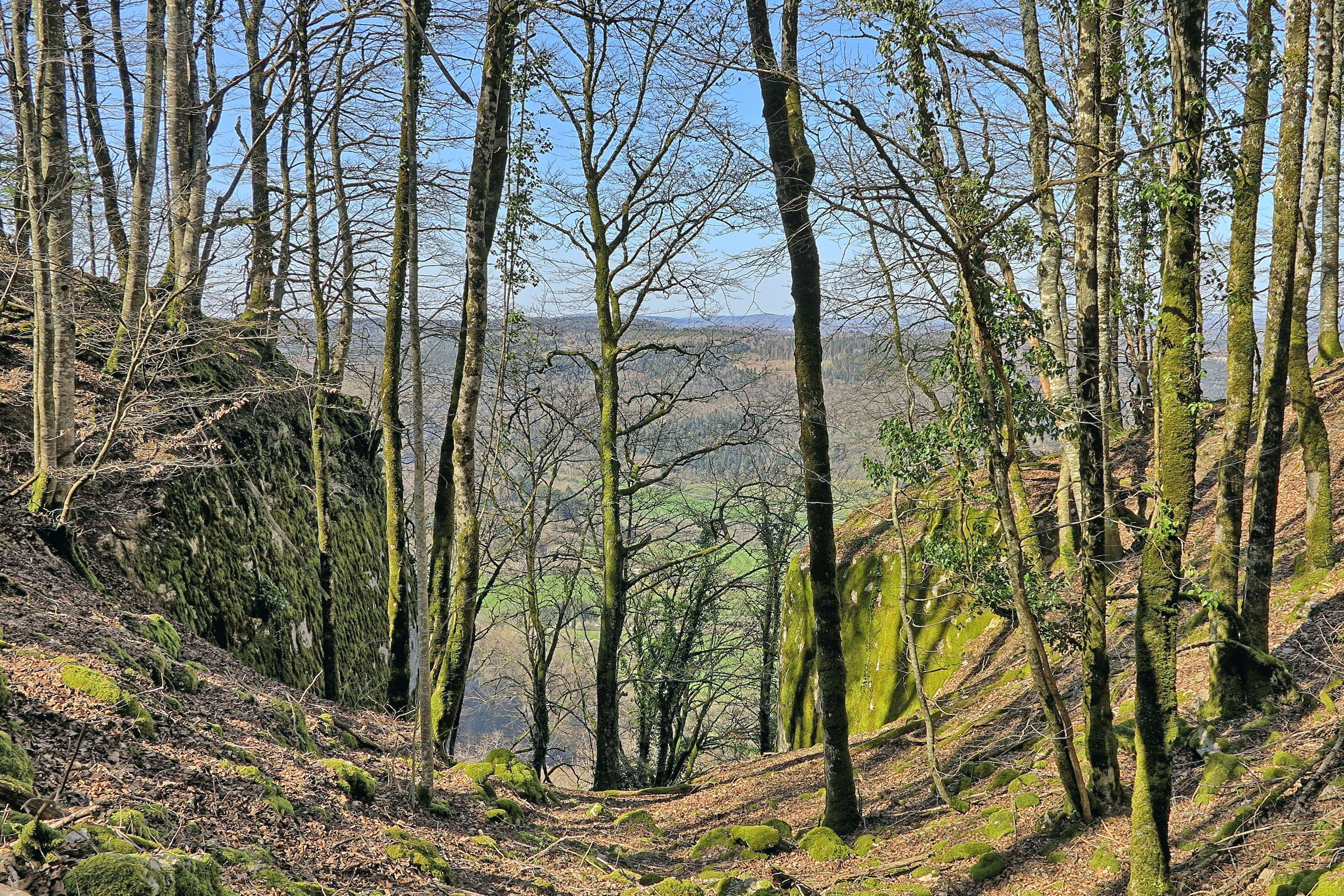
Fossé taillé dans le roc.
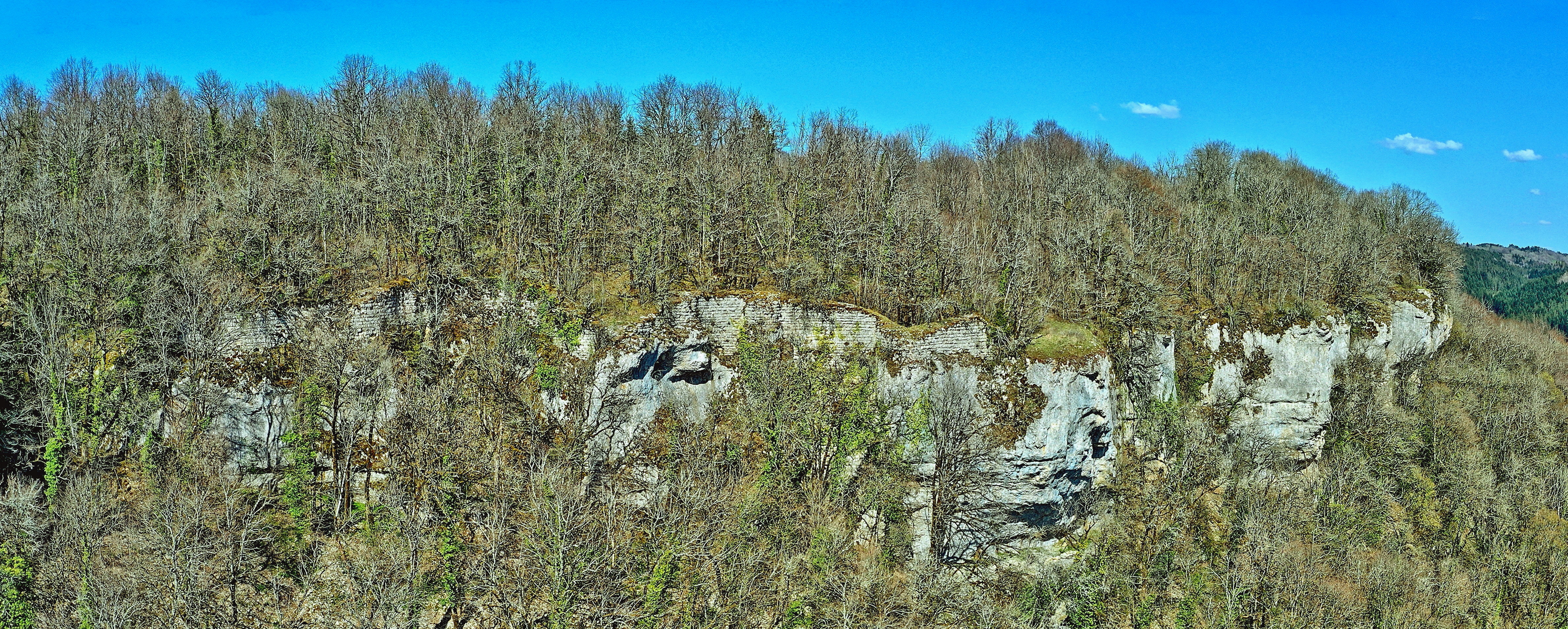
Muraille sud de l'ancien château.
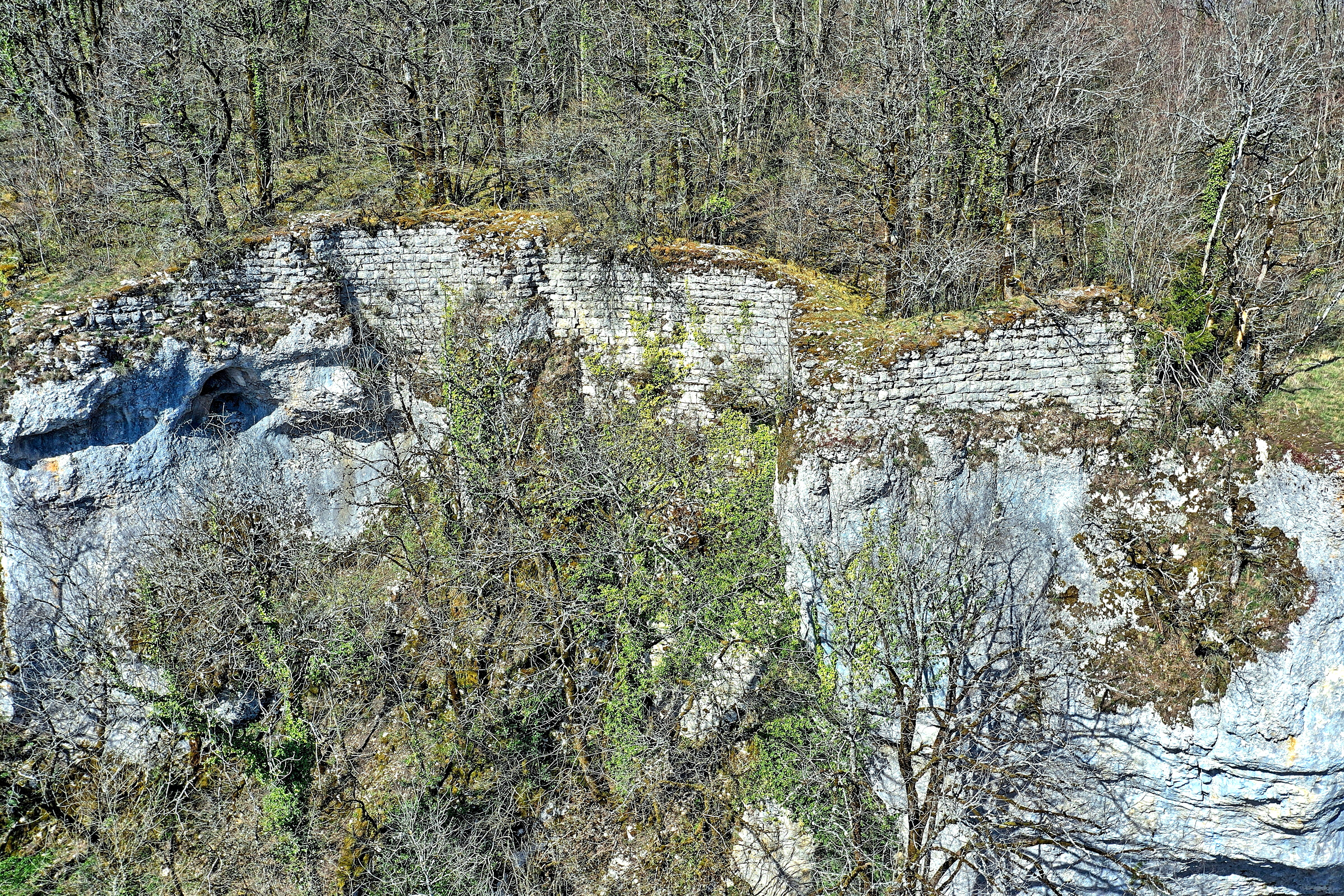
Muraille sud (gros plan).
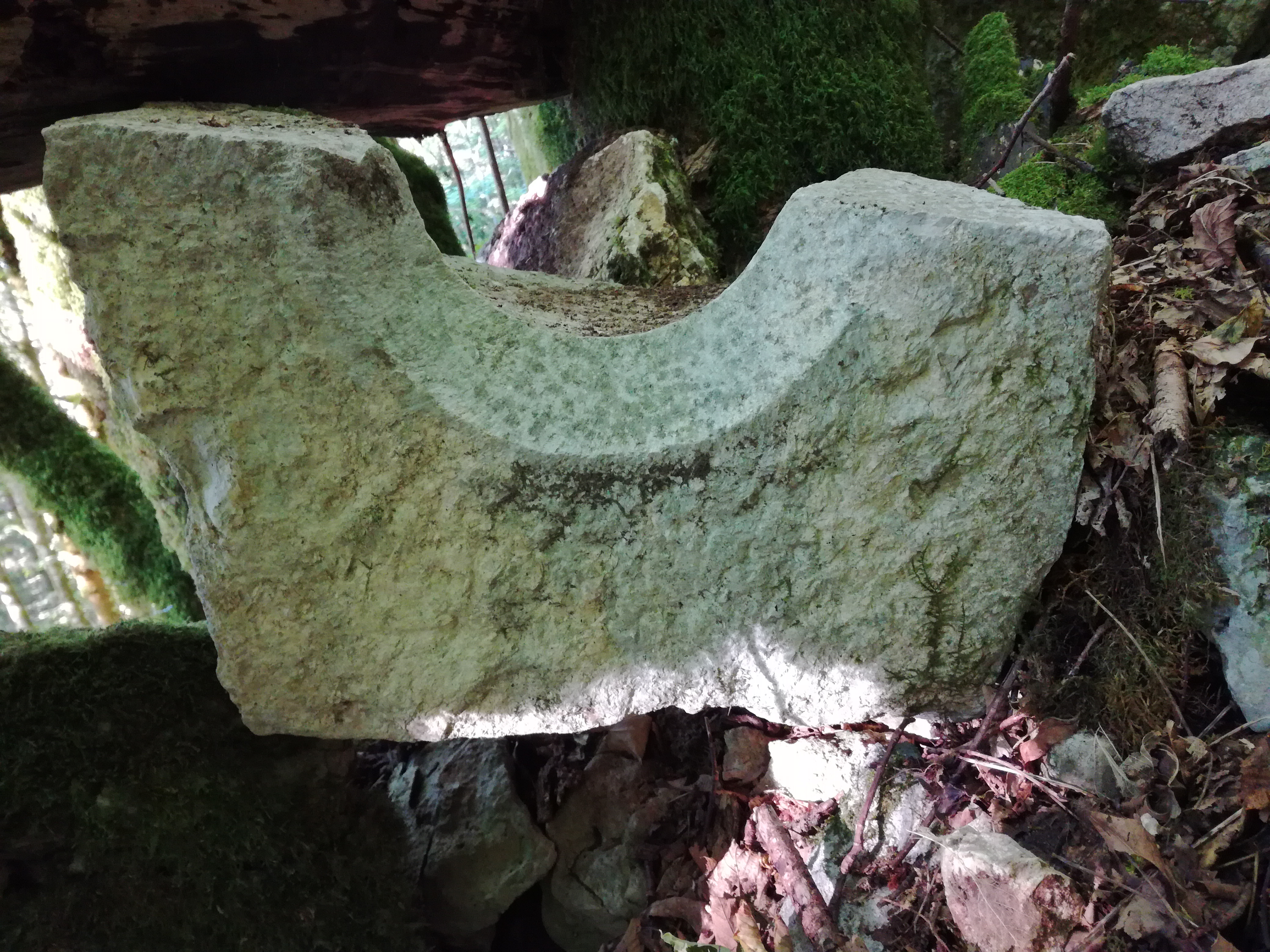
Vestiges d'une bouche à feu gisant au sol.